# Stefi Talman
Stefi Talman (* 3. Januar 1958 in Zürich), eigentlich Stefanie Thalmann, ist eine Schweizer Schuhdesignerin.

## Leben
Stefi Talman wuchs in Zürich auf. Sie ist die Tochter von Regula Nydegger, einer Schweizer Rhythmiklehrerin und Kam-Tim Leung, einem Mathematiker aus Hongkong, der heute in Frankreich lebt. Als Stefanie vier Jahre alt war, heiratete ihre Mutter den Kunstmaler Roland Thalmann, dessen Namen sie annahm. 
1975 besuchte sie den Vorkurs an der Hochschule für Gestaltung und Kunst Zürich (HGKZ), anschliessend begann sie eine dreijährige Lehre als Massschuhmacherin in Winterthur. Ihre Ausbildung beendete sie mit einer Zusatzausbildung für Schnitttechnik am Institut Ars Sutoria in Mailand.
1979 eröffnete Talman ihr erstes Atelier in Zürich, wo sie kleine Serien handgemachter Schuhe herstellte. Die Modelle, welche durch ihre Leichtigkeit und ungewöhnliche Farbgebung auffielen, ermöglichten ihr eine Zusammenarbeit mit einem grösseren Vertrieb. 1979/80 wurde die erste Kollektion unter dem Label Stefi Talman gezeigt. Unter den nur vier Modellen, die in einer grossen Farbpalette aufgelegt waren, befand sich ZIP, eine knöchelhoher Schuh mit schrägem, über den Rist verlaufenden Reissverschluss. Das Modell, das international Furore machte und vielfach kopiert wurde, verhalf Stefi Talman zum Durchbruch. Nach sieben Kollektionen und mehreren Wechseln von Produzenten und Fabrikanten, wurde das Label 1986 eingestellt.
Talman arbeitete daraufhin freiberuflich für verschiedene europäische und asiatische Schuhfirmen. Darunter waren Designaufträge für Charles Jourdan, Free Lance, Fiorucci und die Central Group in Bangkok.
1994 legte die Designerin das Label Stefi Talman in Zürich neu auf. Talman arbeitet seither mit einer Schuhmanufaktur in der Nähe von Venedig zusammen. 1999 wurde die Kollektion durch Taschen und Portemonnaies erweitert. 2001 eröffnete Stefi Talman ihren eigenen Laden in der Zürcher Altstadt.

## Stil
Die Prototypen der Leisten werden noch heute zum grössten Teil von der Designerin selbst hergestellt. Ihre unverkennbare Handschrift zeichnet sich durch funktionale Gestaltungselemente, eine klare Linienführung, farbliche Akzente und Kontraste aus. Talman verwendet hochwertige Materialien, wie Kalbfell, Ziegen- und Kalbleder, mit Vorliebe für spezielle Drucke und Oberflächen.

## Ausstellungen und sonstige Aktivitäten
- 1992 kuratiert Talman zusammen mit Caro Niederer die Ausstellung Oriental Spirit in contemporary Zürich Flats.
- 1995 Mentorin im Studiengang Schmuck und Geräte an der Schule für Gestaltung, heute Zürcher Hochschule der Künste
- 1997/98 Lehrauftrag an der Hochschule Pforzheim
- 1998 Teilnahme an der Ausstellung Objets du Désir im Museum Bellerive, Zürich[7]
- 2002 Sechzehn Stefi-Talman-Schuhmodelle werden durch das Bundesamt für Kultur, als Leihgabe für die Designsammlung des Museum für Gestaltung Zürich angekauft.
- 2002 Chaussures-Croisés im mudac, Lausanne[8]
- 2003 Schuhwerk-Extravagant, Verspielt, Erotisch, Gewerbemuseum Winterthur Seitentext[9]

Von 2007 bis 2011 war Talman im Vorstand der Alumni Organisation der Zürcher Hochschule der Künste.

## Erwähnung in Publikationen
- Zu Füssen des Leibes in Der Alltag, Nr. 4/5 1985, von Patrick Frey[11]
- Michael Andritzky, Günter Kämpf, Vilma Link, Institut Objekt Kultur: Z.B. Schuhe. Hrsg.: Michael Andritzky. Anabas, 1988, ISBN 978-3-87038-138-7.[12]
- Vom General zum Glamour Girl – Ein Portrait der Schweiz Susanne Bieri und Mechthild Heuser (Hrsg.), Schwabe Verlag[13]
- Pietro Mattioli: 1977. Edition Patrick Frey, 2005, ISBN 978-3-905509-56-4.[4][5][14]
- HOT LOVE – Swiss Punk and Wave von Lurker Grand, Edition Patrick Frey[4][5][15]
- Swissness, 43 helvetische Errungenschaften von Klaus Leuschel, Niggli Verlag